# جهاز تماثلي
جهاز تماثلي هو عادة عبارة عن تركيبة من كلا الماكنة التناظرية والوسائط التناظرية التي بإمكانها معا قياس، تسجيل، أو إعادة إنتاج معلومة مستمرة. مثلا؛ غالبية عدد الرُتب الغير منتهية من الشفافية، الفولطية، المقاومة، التدوير، أو الضغط. نظريا، المعلومات المستمرة (أيضا الإشارة التناظرية) لها عدد غير منتهي من القيم المحتملة مع التحديد الوحيد في قرار دقة الجهاز التناظري.

## أمثلة
الغير الكهربائية

هناك العديد من الاجهزة التناظرية المعروفة، مثل الساعات (ساعة رملية، ساعة الماء، ساعة الرقاص، الساعة التناظرية)، الأسطرلاب، معدّل المحرّك البخاري، جهاز كلفين الميكانيكي، مقياس المدى الصوتي، الميكانيزمات الذكية (الترموستات)، جهاز الترمومتر البسيط، سلم الحمّام، ومقياس السرعة في السيارة.

الكهربائية

المؤلف الصوتي، وهو مولّد يستعمل تقنيات الدارات التناظرية والحاسوب التماثلي لتوليد الأصوات كهربائيا.

التلفزيون التماثلي، يقيّد التلفزيون وينقل معلومات الصورة والصوت كاشارة تناظرية، بالتغيير في السعة و/أو الترددات من إشارة البث. كل الانظمة السابقة كـ: NTSC, PAL, UNIT هي أنظمة تلفاز تناظرية.

الحاسوب التماثلي هو صيغة من الحواسيب تستعمل ظواهر كهربائية، ميكانيكية، هيدروليكية لتجسيد المعضلة التي ستُحلّ. عموما الحاسب التماثلي يستعمل نوع من الكمية الفيزيائية لتبيين سلوك نظام فيزيائي أو دالة رياضية أخرى. التجسيد هو نظام فيزيائي حقيقي يسمى بالمحاكاة.

## الجدل الحاصل حول الفيلم الفوتوغرافي
هناك جدل عارم في العالَم الفوتوغرافي حول اعتبار أو لا «فيلم الكاميرا» «جهازًا تناظريا» من حيث أن الفيلم الفوتوغرافي ليس في الحقيقة وسيط تسجيل تناظري ويحتاج الكيمياء ليعمل لنا صورة. «تناظري» أصبح المصطلح الشائع للدلالة على الكاميرات التي «ليست ديجيتال» وهي اختصار سهل لعامة الناس للتفريق بين الوسيطين.